# Guapiara (ort)
Guapiara är en ort i Brasilien.   Den ligger i kommunen Guapiara och delstaten São Paulo, i den södra delen av landet, 900 km söder om huvudstaden Brasília. Guapiara ligger 745 meter över havet och antalet invånare är 17 988.
Terrängen runt Guapiara är platt söderut, men norrut är den kuperad. Guapiara ligger nere i en dal. Guapiara är det största samhället i trakten.
I omgivningarna runt Guapiara växer i huvudsak städsegrön lövskog. Runt Guapiara är det glesbefolkat, med 15 invånare per kvadratkilometer.